# Provorticidae
Famille
Les Provorticidae sont une famille de vers plats du sous-ordre des Dalytyphloplanida (ordre des Rhabdocoela). Cette famille, dont 77 espèces ont déjà été identifiées, contient des parasites de mollusques lamellibranches.

## Écologie
Une kleptoplastie de diatomées a été observée chez deux espèces, Pogaina paranygulgus et Baicalellia solaris : elles ingurgitent ces algues unicellulaires et bénéficient pendant plusieurs semaines de la photosynthèse de leurs plastes. Au moins 17 espèces de Pogaina hébergeraient des algues endosymbiotes indéterminées. 

## Systématique
Le nom valide complet (avec auteur) de ce taxon est Provorticidae Beklemischev, 1927.

### Sous-taxons
Selon la base de données World Register of Marine Species (22 décembre 2023), la famille des Provorticidae regroupe les sous-familles et genres valides suivants :
- Famille des Provorticidae
  - sous-famille des Haplovejdovskyinae Luther, 1962 : 2 espèces
    - genre Haplovejdovskya Ax, 1954

  - sous-famille des Kirgisellinae Luther, 1962 : 52 espèces
    - genre Baicalellia Nasonov, 1930
    - genre Balgetia Luther, 1962
    - genre Daelja Marcus, 1951
    - genre Drepanilla Ehlers, 1979
    - genre Hangethellia Karling, 1940
    - genre Kalyla Marcus, 1951
    - genre Kirgisella Beklemischev, 1927
    - genre Pogaina Marcus, 1954
    - genre Selimia Ax, 1959

  - sous-famille des Provorticinae Luther, 1962 : 18 espèces
    - genre Annulovortex Beklemischev, 1953
    - genre Archivortex Reisinger, 1924
    - genre Haplovortex Reisinger, 1924
    - genre Oekiocolax Reisinger, 1929
    - genre Pilgramilla Sekera, 1912
    - genre Provortex Graff, 1882
    - genre Tamanawas Stephenson, Van Steenkiste & Leander, 2019
    - genre Vejdovskya Graff, 1905

  - genre Mediovortex Armonies, 2023
  - genre Provorticidorum

### Synonymes, reclassements
- Le genre Scillivortex, accepté en Scillyvortex Faubel & Warwick, 2005, est reclassé sous la famille des Trigonostomidae et devient Trigonostomum Schmidt, 1852.
- Le genre Eldenia Ax, 2008  a été sorti de la famille des Graffillidae, tout en restant dans les Dalytyphloplanida.
- Dans la sous-famille des Kirgisellinae, les genres Canetellia Ax, 1956 et Coronopharynx Luther, 1962 sont synonymes de Baicalellia Nasonov, 1930.
- Dans la sous-famille des Provorticinae Luther, 1962 :
  - le genre Prevortex Ferroniere, 1901 est Provortex Graff, 1882
  - le genre Schultzia Graff, 1882 est Vejdovskya Graff, 1905
  - le genre Socorria de Beauchamp, 1913 est Provortex Graff, 1882.

### Publication originale
Vladimir Nikolajewitsch Beklemischev, « Ueber die Turbellarienfauna des Aralsees. Zugleich ein Beitrag zur Morphologie und zum System der Dalyelliida », Abteilung für Systematik, Ökologie und Geographie der Tiere, vol. 54, 1927, pp. 87-138